# Hespérie des hélianthèmes
Pyrgus foulquieri
Espèce
L’Hespérie des hélianthèmes ou Hespérie de Foulquier (Pyrgus foulquieri ou Pyrgus bellieri) est une espèce de lépidoptères (papillons) de la famille des Hesperiidae, de la sous-famille des Pyrginae et du genre Pyrgus.

## Taxonomie
Pyrgus foulquieri a été décrit par Charles Oberthür en 1910 sous le nom d' Hesperia foulquieri,. 
Synonyme : Pyrgus bellieri (Oberthür, 1910)

### Noms vernaculaires
L'Hespérie des hélianthèmes ou Hespérie de Foulquier se nomme Foulquier's Grizzled Skipper en anglais et Ajedrezada viril en espagnol,.

### Sous-espèce
- Pyrgus abellieri picenus (Verity, 1920) ; présente en Italie[1].

## Description
L'Hespérie des hélianthèmes est un petit papillon d'une envergure de 24 mm à 28 mm, de couleur variant du kaki au marron, avec une frange blanche entrecoupée, aux antérieures une ornementation de petites taches blanches et aux postérieures une suffusion blanche.
Le revers est plus clair verdâtre taché de blanc.

## Biologie

### Période de vol et hivernation
L'Hespérie des hélianthèmes vole en une seule génération en juillet août.

### Plantes hôtes
Les plantes hôtes de sa chenille sont des Potentilla.

## Écologie et distribution
L'Hespérie des hélianthèmes est présente dans le sud-ouest de l'Europe en Espagne, France et Italie,.
En France métropolitaine l'Hespérie des hélianthèmes est présente dans les Alpes-Maritimes. D'autres sources la donnent présente dans onze départements du pourtour méditerranéen.

### Biotope
L'Hespérie des hélianthèmes réside en montagne dans les lieux herbus et fleuris.

### Protection
Pas de statut de protection particulier, est inscrite LC sur la liste rouge de l'UICN,.